# Stenellipsis kaszabi
Stenellipsis kaszabi är en skalbaggsart som beskrevs av Stefan von Breuning 1978. Stenellipsis kaszabi ingår i släktet Stenellipsis och familjen långhorningar. Inga underarter finns listade i Catalogue of Life.